# Андреј Чернина
Андреј Чернина (Силбаш, 1900 – Теруел, Шпанија, 8. јануар 1936) је био учесник Шпанског грађанског рата из Војводине.

## Биографија
Рођен у сиромашној словачкој земљорадничкој породици. Након Првог светског рата прикључио се радничком покрету у Краљевини СХС. Тешки животни услови принудили су га да оде у Француску у потрази за послом 1930. године. Ради у Буржу, Паризу и Лиону и прикључује се Комунистичкој партији Француске. У Француској га је затекло и избијање Шпанског грађанског рата. Међу првима одлази у Шпанију већ 22. новембра 1936. и прикључује се републиканским снагама. Борио се у саставу батаљона Чапајев 13. интернационалне бригаде. Погинуо је 8. јануара 1938. у бици код Теруела.